# 윤지영 (가수)
윤지영은 대한민국의 가수다. 2018년 싱글 《꿈》으로 데뷔했다. 매직스트로베리사운드 소속이다.

## 음반

### 정규 음반
- 2023: 《나의 정원에서》

### EP
- 2020: 《Blue bird》

### 싱글
- 2017: 〈꿈〉
- 2018: 〈문득〉
- 2019: 〈우우우린〉
- 2019: 〈언젠가 너와 나〉
- 2020: 〈다 지나간 일들을〉
- 2020: 〈부끄럽네〉
- 2021: 〈My luv〉
- 2023: 〈그래서 다행인 나를〉
- 2024: 〈LOVE IS EVERYWHERE〉

## 위상 및 평가
2024년 《한국대중음악상》은 첫 정규 음반 《나의 정원에서》와 동명의 타이틀 곡 〈나의 정원에서〉를 최우수 팝 음반, 최우수 팝 노래 후보로 선정했다.